# 틴 스피릿
《틴 스피릿》(영어: Teen Spirit)은 2018년 제작된 뮤지컬 드라마 영화이다. 맥스 밍겔라의 감독 데뷔작이며 그가 역시 각본을 맡았다. 2018 토론토 영화제에서 전 세계 최초로 상영되었다.

## 출연

### 주연
- 엘르 패닝
- 즐라트코 부리치
- 밀리 브레디
- 레베카 홀

### 조연
- 조단 스티븐스
- 로우리 오코너
- 아그니에쉬카 그로코브스카

## 기타
- 협력프로듀서: 애드리언 폴리토스키
- 미술: 케이브 퀸
- 시각효과: 장-미쉘 부빌
- 배역: 줄리 하킨